# Чуркін Григорій Єремійович
Григорій Єремійович Чуркін  (нар. 1831— пом. 20 липня 1900, м. Кременчук) — крюківський купець І гільдії, меценат, старообрядник.

## Життєпис
Народився у 1831 році. Був відомим скотопромисловцем і землевласником. З 1834 року скотобійні та салотопні заводи в Крюкові належали Чуркіним.
У 1855 році одружився з Іриною Федорівною Ніколаєвою (1834—1883). Дітей у подружжя не було. Через деякий час після смерті Ірини Федорівни одружився знов. Другою дружиною Григорія Єремійовича стала дочка купця ІІ гільдії й також старообрядника Поддєрьогіна Петра Миколайовича — Олена Петрівна. Вона мала будинок на вулиці Олександрівській, який здавала в оренду під готель «Варшава». Другий шлюб теж був бездітним. Але в родині Григорія Єремійовича виховувалася його племінниця Матрьона Трифонівна Чуркіна — дочка молодшого брата Трифона, який мешкав за кордоном у силу обставин, які не розголошувалися.
Григорій Єремійович був гласним Кременчуцької міської думи останні два роки свого життя.
Помер 20 липня 1900 року на 69-му році життя.
Дружина Олена Петрівна пізніше вийшла заміж удруге за Павла Григоровича Гусєва, який деякий час займав посаду голови Кременчука, був гласним міської думи, попечителем ради Кременчуцької жіночої гімназії й мав власний будинок по вулиці Херсонській. До 1914 року Олена Петрівна очолювала Товариство сприяння заснуванню в посаді Крюків середнього навчального закладу, а Павло Григорович був членом його правління.

## Могила

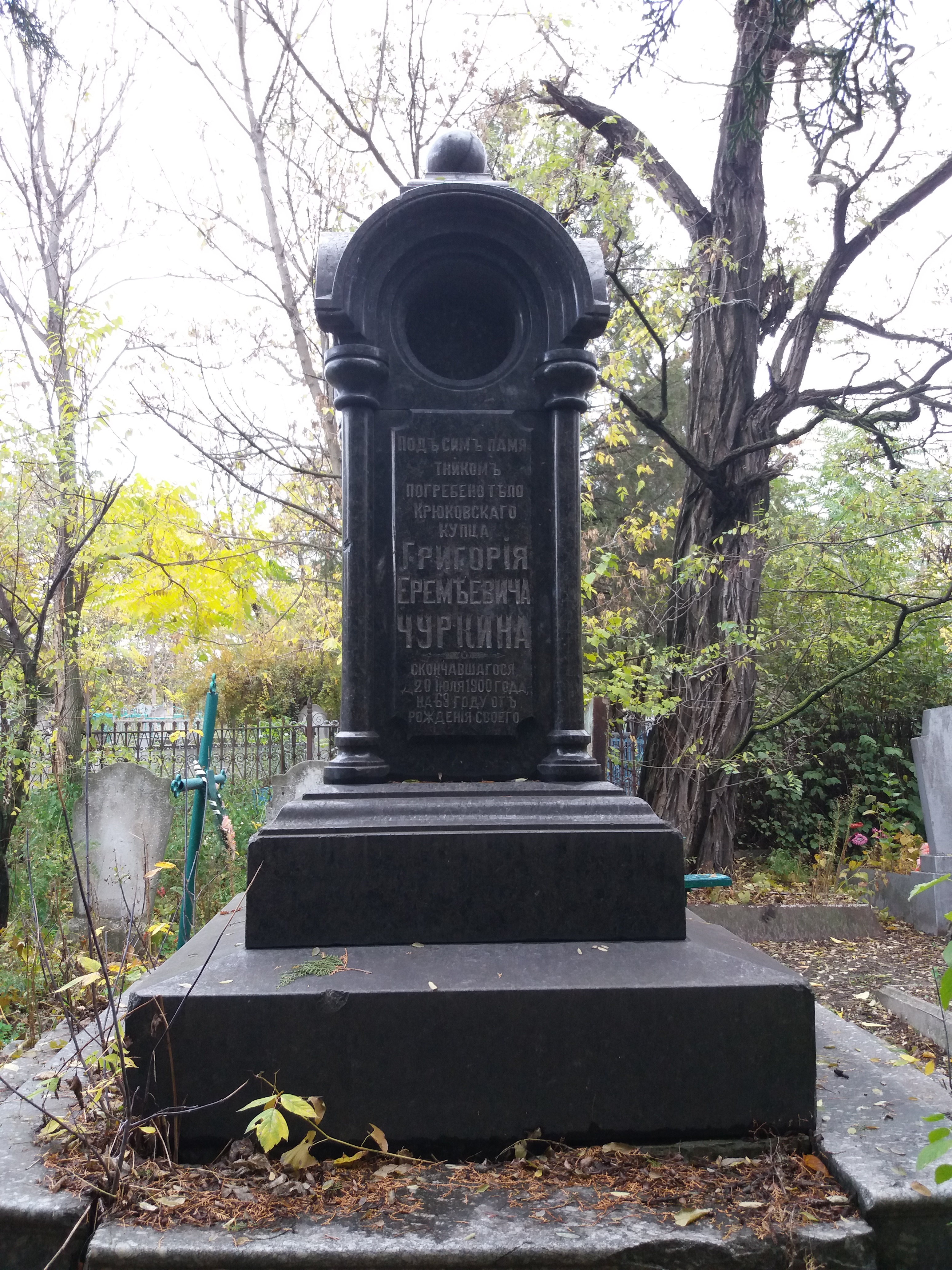
Могила Григорія Чуркіна

Григорій Єремійович Чуркін похований на Крюківському кладовищі. Стараннями дружини Олени Петрівни на його могилі був споруджений надгробок із темного лабрадориту. Поруч — могили інших членів родини Чуркіних: першої дружини та брата Василя Єремійовича Чуркіна, крюківського купця ІІ гільдії, який помер на 58-му році життя в 1898 році. Вже в радянські часи в родинній усипальниці Чуркіних з'явилися захоронення сторонніх людей, а при укріпленні надгробку Чуркіна були використані плити з єврейських могил.

## Будинок Чуркіна

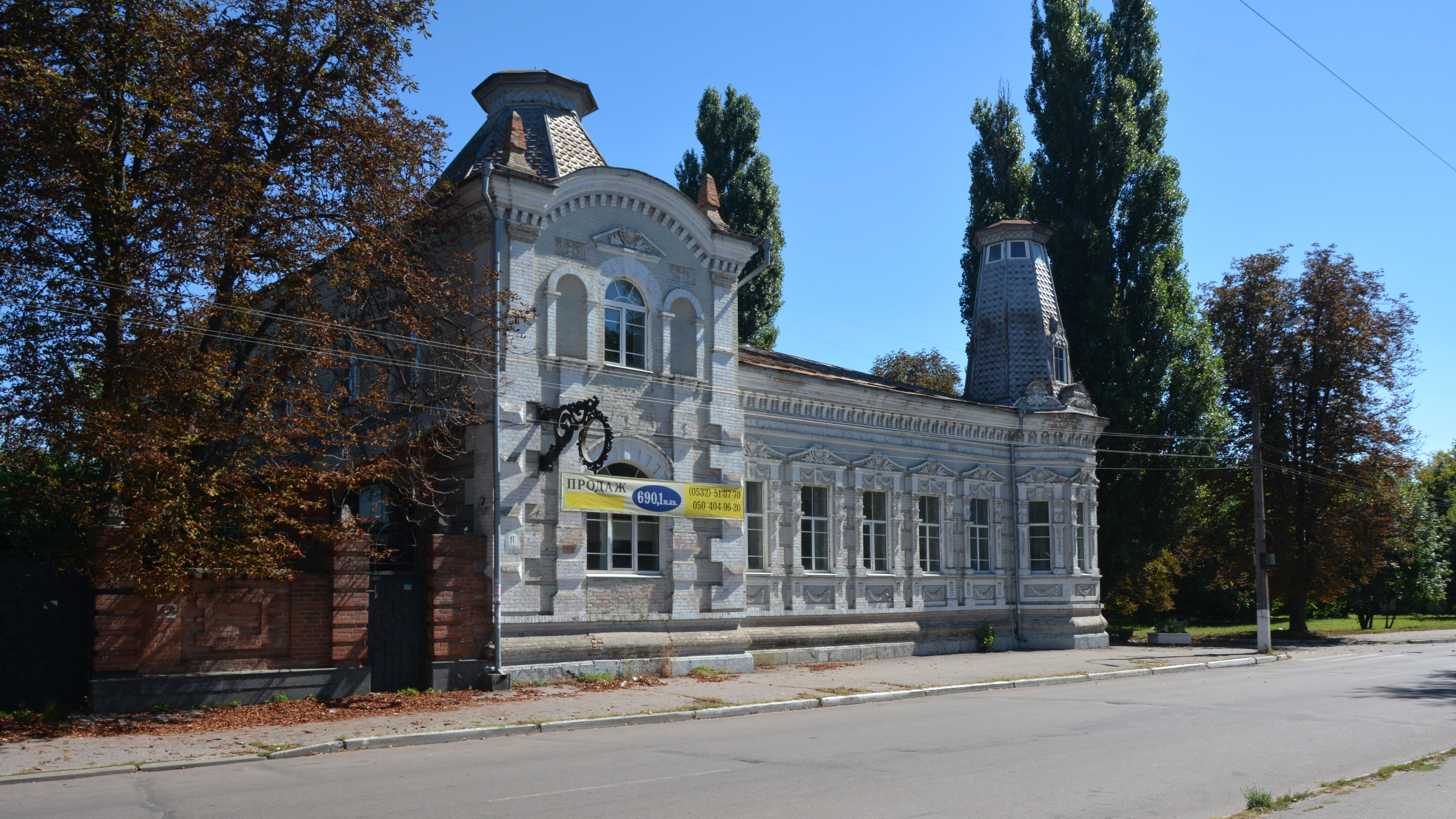
Будинок купця Чуркіна (вул. Івана Приходька, 43)

Після смерті Григорія Єремійовича вдова Олена Петрівна займалася завершенням вже розпочатого будівництва нового будинку по вулиці Херсонській в Крюкові, яке було завершено в 1902 році. Зараз будинок купця Чуркіна є пам'яткою архітектури місцевого значення, одним з небагатьох збудованих до Жовтневого перевороту особняків Кременчука, що збереглися.

## Благодійна діяльність

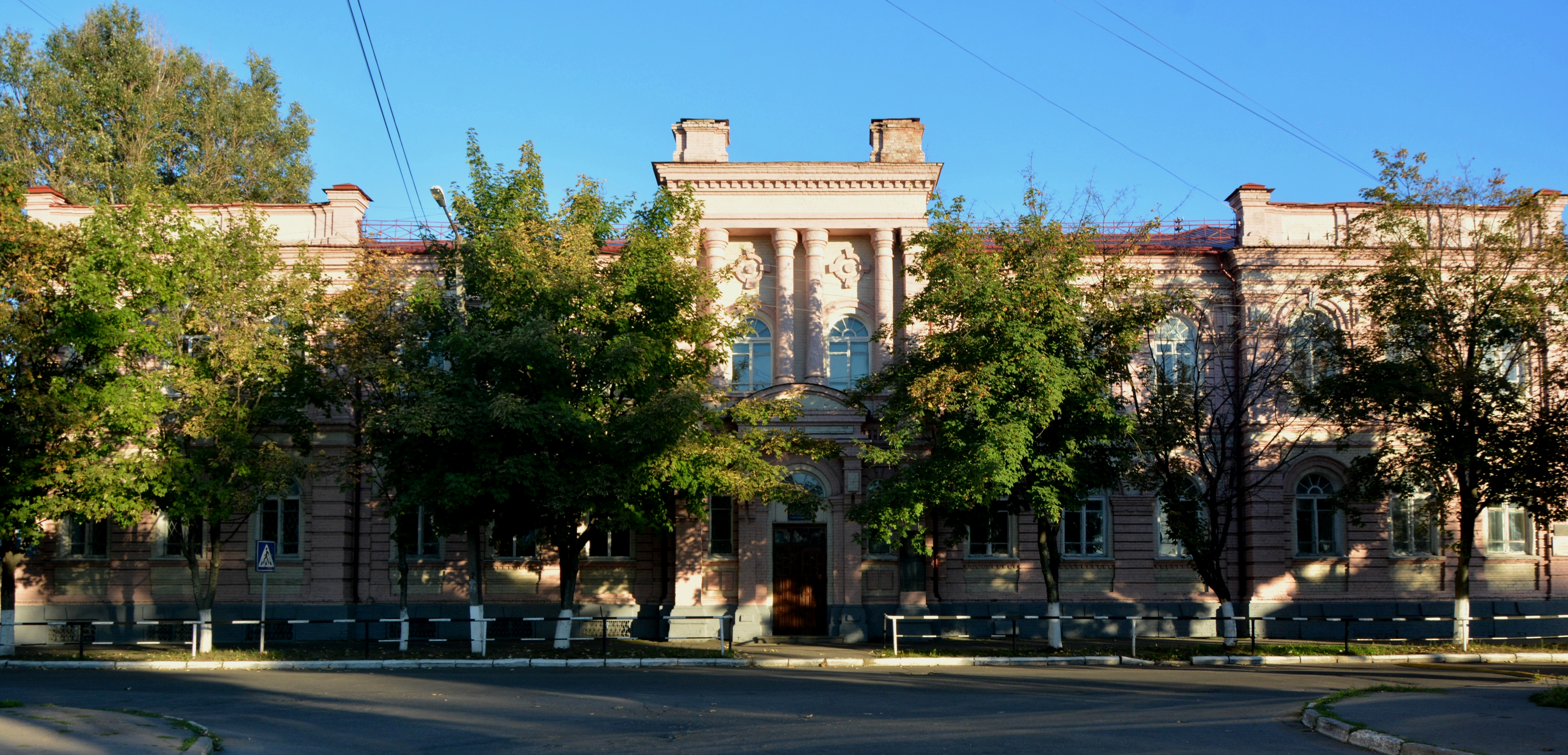
Колишній притулок для хлопчиків купця Чуркіна (зараз — СПТУ № 26; вул. Чкалова, 4)

У 1881 році в Крюкові на кошти Григорія Єремійовича була зведена старообрядницька Церква Пресвятої Богородиці (ймовірно, на території його садиби по вулиці Херсонській).
Перед смертю Григорій Єремійович Чуркін заповів щедрі пожертви на розвиток інфраструктури Кременчука: на будівництво благодійних установ свого імені — 50977 карбованців 73 копійки та на їх утримання — 54220 карбованців. У Кременчуці на будівництво притулку для сиріт та ремісницької школи було витрачено 50 тисяч карбованців, у Крюкові на зведення захисної дамби — 52993 карбованця 20 копійок, притулку для бідних — 9 тисяч карбованців. Постановою міської думи від 17 серпня 1900 року асигнувалося 260 карбованців на утримання одного хлопчика та однієї дівчинки в притулку для бідних та дві стипендії імені Г. Є. Чуркіна в розмірі платні за навчання в Кременчуцькому залізничному училищі.